# Ostnáči
Ostnáči jsou skupina sladkovodních, v některých případech až brakických, paprskoploutvých ryb řazených dříve do jedné společné čeledi ostnáčovití v širokém smyslu (Nandidae sensu lato). Ostnáči zahrnovali 8 platných rodů pocházejících z vod Asie, Afriky a Jižní Ameriky. Takto pojatá čeleď však byla postupně rozdělena do samostatných čeledí, jejichž počet a definice se u jednotlivých autorů liší. Jako první byla na základě morfologických (a později i molekulárních) znaků vyčleněna čeleď Badidae (2 rody), někteří autoři navíc vyčleňují čeledi Pristolepidae (1 rod) a Polycentridae (2 nebo 4 rody). Zbytek původní čeledi Nandidae tak ve svém nejužším pojetí zahrnuje jediný rod, Nandus. Taxonomie ostnáčů však není dořešena[kdy?] a není ani jasné, zda ostnáči ve smyslu původní široce pojaté čeledi Nandidae tvoří monofyletickou, respektive holofyletickou, skupinu (klad).

## Taxonomie ostnáčů
Do původní široce pojaté čeledi Nandidae se řadí 8 platných rodů. Jsou to asijské rody Badis, Dario, Nandus a Pristolepis, africké rody monotypické rody Afronandus a Polycentropsis a jihoamerické monotypické rody Monocirrhus a Polycentrus.

### Ostnáči v Nelsonově systému (2006)
J. S. Nelson rozděluje ostnáče do dvou čeledí, Polycentridae (zahrnující čtyři americké a africké rody) a Nandidae (zahrnující čtyři asijské rody). Asijskou čeleď Nandidae pak rozděluje do tří podčeledí, Nandinae (s jedinym rodem Nandus), Pristolepinae (s jediným rodem Pristolepis) a Badinae (s rody Badis a Dario). Zmiňuje nejasnou příbuznost čeledí Polycentridae a Nandidae a klasifikaci ostnáčů považuje za provizorní a nepodloženou dostatkem dat.